# Neurografia
La neurografia è un esame che studia le velocità di conduzione dei nervi, sia sensitivi che motori. Questo parametro è utile per valutare lo "stato di salute" dei nervi. Se la velocità di conduzione è al di sotto della norma ci troviamo in presenza di una sofferenza del nervo.

## Introduzione
La neurografia ha un ruolo importante nella diagnosi differenziale di vari tipi di affezione, sia dei nervi periferici, che (associato ai potenziali evocati) del midollo spinale e dell'encefalo.
Questo tipo di esame viene eseguito correntemente dai neurologi, dai neurochirurghi e dai TNFP.
A differenza della miografia, non è un esame invasivo (anche se lievemente), perché non comporta l'applicazione di un ago all'interno dei muscoli (che esplora la presenza di contrazioni spontanee di questi, come la fascicolazione da denervazione)
La prima parte dell'indagine mira a stabilire la soglia minima di risposta in intensità del nervo (reobase) e successivamente la soglia minima in intensità/durata (cronassia).
In seguito, grazie a due elettrodi riceventi (attivo e riferimento) si misura la latenza tra il punto di somministrazione dell'impulso ed il punto di misurazione, la latenza è misurata in millisecondi e varia da nervo a nervo ed anche in base alla tecnica, oltre ad una certa variazione interpersonale.
La velocità di conduzione del nervo viene misurata prendendo un secondo punto di applicazione dell'impulso elettrico (un'onda quadra). Ad esempio la neurografia motoria del nervo mediano si pratica "prossimalmente" a circa 8 cm dal punto dove si mette l'elettrodo registrante attivo (sul ventre muscolare dell'eminenza tenar), prima del passaggio del nervo mediano attraverso il tunnel carpale.
{\displaystyle {V_{conduzione}}={\frac {distanza}{latenza_{prossimale}-latenza_{distale}}}}
La latenza normale alla stimolazione distale motoria del nervo mediano deve essere inferiore ai 4 millisecondi. Successivamente si applica un secondo stimolo prossimale, medialmente al tendine del muscolo bicipite. Misurando la distanza con un comune centimetro, e dividendola per la differenza tra 
le due latenze, si ottiene la velocità di conduzione, che per il n. mediano nel decorso nell'avambraccio deve essere superiore o uguale ai 50 m/s.

## Alcune affezioni dove l'elettro-neurografia può essere diagnostica
- Monitoraggio della progressione del danno ai nervi periferici causato dal diabete mellito:
  - Neurografia del nervo surale (nervo esclusivamente sensitivo)
- Diagnosi delle sindromi canalicolari di alcuni nervi periferici:
  - Sindrome del tunnel carpale (STC, compressione del nervo mediano)
  - Sindrome del canale di Guyon (compressione del nervo ulnare)
  - Neuropatia radiale (compressione del nervo radiale, meglio utilizzare la miografia)